# DFB-Pokal 1973-1974
La DFB-Pokal 1973–74 fu la 31ª edizione del torneo. 32 squadre si sfidarono nei 5 turni della competizione. In finale l'Eintracht Frankfurt sconfisse l'Amburgo 3–1 dopo i supplementari.

## Primo turno
| Squadra 1         | Risultato   | Squadra 2              |
| ----------------- | ----------- | ---------------------- |
| 01.12.1973        |             |                        |
| TuS Neuendorf     | 0 - 2       | Wuppertal              |
| Schalke 04        | 1 - 2       | Wattenscheid 09        |
| Bayern Monaco     | 3 - 1       | Duisburg               |
| Arminia Bielefeld | 2 - 1       | Alemannia Aquisgrana   |
| 02.12.1973        |             |                        |
| TeBe Berlino      | 1 - 8       | Eintracht Francoforte  |
| 01.12.1973        |             |                        |
| Norimberga        | 4 - 1       | Magonza                |
| Oldenburg         | 0 - 6       | Borussia M'gladbach    |
| Fortuna Colonia   | 3 - 2 (dts) | Stoccarda              |
| Kaiserslautern    | 5 - 3 (dts) | Rot-Weiss Essen        |
| Hertha Berlino    | 2 - 2 (dts) | Fortuna Düsseldorf     |
| Amburgo           | 3 - 1       | Darmstadt              |
| Borussia Dortmund | 1 - 4       | Hannover 96            |
| Kickers Offenbach | 2 - 2 (dts) | Heilbronn              |
| Hessen Kassel     | 2 - 1       | Barmbek-Uhlenhorst     |
| Bochum            | 2 - 2 (dts) | Werder Brema           |
| 03.12.1973        |             |                        |
| Colonia           | 2 - 0       | Eintracht Braunschweig |

### Ripetizioni
| Squadra 1          | Risultato       | Squadra 2         |
| ------------------ | --------------- | ----------------- |
| 04.12.1973         |                 |                   |
| Fortuna Düsseldorf | 1 - 1 (1-4 dcr) | Hertha Berlino    |
| 05.12.1973         |                 |                   |
| Werder Brema       | 2 - 1           | Bochum            |
| 11.12.1973         |                 |                   |
| Heilbronn          | 2 - 3 (dts)     | Kickers Offenbach |

## Ottavi di finale
| Squadra 1           | Risultato   | Squadra 2             |
| ------------------- | ----------- | --------------------- |
| 15.12.1973          |             |                       |
| Hessen Kassel       | 2 - 3       | Eintracht Francoforte |
| Wattenscheid 09     | 1 - 0       | Hertha Berlino        |
| Colonia             | 1 - 0       | Wuppertal             |
| Werder Brema        | 1 - 2       | Bayern Monaco         |
| Borussia M'gladbach | 2 - 2 (dts) | Amburgo               |
| 19.12.1973          |             |                       |
| Fortuna Colonia     | 0 - 0 (dts) | Hannover 96           |
| 22.12.1973          |             |                       |
| Arminia Bielefeld   | 1 - 1 (dts) | Kaiserslautern        |
| Kickers Offenbach   | 3 - 2       | Norimberga            |

### Ripetizioni
| Squadra 1      | Risultato       | Squadra 2           |
| -------------- | --------------- | ------------------- |
| 21.12.1973     |                 |                     |
| Amburgo        | 1 - 1 (3-1 dcr) | Borussia M'gladbach |
| 29.12.1973     |                 |                     |
| Kaiserslautern | 3 - 0           | Arminia Bielefeld   |
| Hannover 96    | 2 - 0           | Fortuna Colonia     |

## Quarti di finale
| Squadra 1             | Risultato   | Squadra 2      |
| --------------------- | ----------- | -------------- |
| 16.02.1974            |             |                |
| Bayern Monaco         | 3 - 2       | Hannover 96    |
| Wattenscheid 09       | 0 - 1 (dts) | Amburgo        |
| Eintracht Francoforte | 4 - 3 (dts) | Colonia        |
| 23.02.1974            |             |                |
| Kickers Offenbach     | 2 - 2 (dts) | Kaiserslautern |

### Ripetizione
| Squadra 1      | Risultato   | Squadra 2         |
| -------------- | ----------- | ----------------- |
| 06.03.1974     |             |                   |
| Kaiserslautern | 2 - 3 (dts) | Kickers Offenbach |

## Semifinali
| Squadra 1             | Risultato | Squadra 2         |
| --------------------- | --------- | ----------------- |
| 11.04.1974            |           |                   |
| Amburgo               | 1 - 0     | Kickers Offenbach |
| 13.04.1974            |           |                   |
| Eintracht Francoforte | 3 - 2     | Bayern Monaco     |

## Finale
| Squadra 1  | Risultato   | Squadra 2             |
| ---------- | ----------- | --------------------- |
| 17.08.1974 |             |                       |
| Amburgo    | 1 - 3 (dts) | Eintracht Francoforte |

| Arbitro: | Hans-Joachim Weyland (Oberhausen) |

|               |           |                                         |
| Bjørnmose 75’ | Marcatori | 40’ Trinklein 95’ Hölzenbein 115’ Kraus |

| HAMBURGER SV: |   |                      |  |     |
|               |   |                      |  |     |
| GK            | 1 | Rudolf Kargus        |  |     |
| DF            |   | Manfred Kaltz        |  |     |
| DF            |   | Peter Nogly          |  |     |
| DF            |   | Hans-Jürgen Ripp     |  |     |
| DF            |   | Klaus Winkler        |  |     |
| MF            |   | Ole Bjørnmose        |  |     |
| MF            |   | Klaus Zaczyk         |  |     |
| MF            |   | Peter Krobbach       |  | 68’ |
| FW            |   | Hans-Jürgen Sperlich |  |     |
| FW            |   | Horst Bertl          |  | 68’ |
| FW            |   | Georg Volkert        |  |     |
| Sostituzioni: |   |                      |  |     |
| MF            |   | Kurt Eigl            |  | 68’ |
| FW            |   | Willi Reimann        |  | 68’ |
| Allenatore:   |   |                      |  |     |
| Kuno Klötzer  |   |                      |  |     |

| EINTRACHT FRANKFURT: |   |                   |  |      |
|                      |   |                   |  |      |
| GK                   | 1 | Peter Kunter      |  |      |
| DF                   |   | Peter Reichel     |  |      |
| DF                   |   | Gert Trinklein    |  |      |
| DF                   |   | Karl-Heinz Körbel |  |      |
| DF                   |   | Jürgen Kalb       |  |      |
| MF                   |   | Bernd Nickel      |  |      |
| MF                   |   | Jürgen Grabowski  |  |      |
| MF                   |   | Roland Weidle     |  |      |
| MF                   |   | Klaus Beverungen  |  |      |
| FW                   |   | Bernd Hölzenbein  |  |      |
| FW                   |   | Thomas Rohrbach   |  |      |
| Sostituzioni:        |   |                   |  |      |
| DF                   |   | Helmut Müller     |  | 106’ |
| MF                   |   | Wolfgang Kraus    |  | 794’ |
| Allenatore:          |   |                   |  |      |
| Dietrich Weise       |   |                   |  |      |